# Lieja-Bastogne-Lieja 1927
La Lieja-Bastogne-Lieja 1927 fou la 17a edició de la clàssica ciclista Lieja-Bastogne-Lieja. Es va disputar el 10 d'abril de 1927 sobre un recorregut de 231 km i fou guanyada pel belga Maurice Raes, que s'imposà a l'esprint en un gran grup que arribà a meta plegats. Els també belgues Jean Hans i Joseph Siquet completaren el podi en arribar a poc més d'un minut. Es desconeix la posició exacta dels ciclistes classificats entre la siena i vint-i-dosena posició.

## Classificació final
|   | Ciclista                  | Equip  | Temps      |
| - | ------------------------- | ------ | ---------- |
| 1 | Maurice Raes (BEL)        |        | 8h 15' 39" |
| 2 | Jean Hans (BEL)           |        | m. t.      |
| 3 | Joseph Siquet (BEL)       | Wonder | m. t.      |
| 4 | Auguste Van Haelter (BEL) |        | m. t.      |
| 5 | Alexis Macar (BEL)        |        | m. t.      |